# Futbola Klubs Ventspils 2014
Questa voce raccoglie le informazioni riguardanti il Futbola Klubs Ventspils nelle competizioni ufficiali della stagione 2014.

## Rosa
| N. |                     | Ruolo | Calciatore          |
| -- | ------------------- | ----- | ------------------- |
| 2  | Lettonia (bandiera) | D     | Kaspars Dubra       |
| 3  | Lettonia (bandiera) | D     | Antons Kurakins     |
| 4  | Lettonia (bandiera) | D     | Deniss Bezuščonoks  |
| 5  | Lettonia (bandiera) | D     | Vitālijs Barinovs   |
| 6  | Lettonia (bandiera) | C     | Dāvis Indrāns       |
| 8  | Lettonia (bandiera) | C     | Visvaldis Ignatāns  |
| 9  | Lituania (bandiera) | C     | Simonas Paulius     |
| 10 | Lettonia (bandiera) | C     | Jurijs Žigajevs     |
| 11 | Lettonia (bandiera) | C     | Edgars Vērdiņš      |
| 14 | Lettonia (bandiera) | C     | Eduards Tīdenbergs  |
| 15 | Lettonia (bandiera) | C     | Oļegs Žatkins       |
| 16 | Lettonia (bandiera) | P     | Valentīns Raļkevičs |

| N. |                     | Ruolo | Calciatore            |
| -- | ------------------- | ----- | --------------------- |
| 18 | Albania (bandiera)  | A     | Ndue Mujeci           |
| 19 | Spagna (bandiera)   | D     | Kiko Insa             |
| 20 | Russia (bandiera)   | A     | Vadim Yanchuk         |
| 22 | Nigeria (bandiera)  | A     | Ahmed Abdultaofik     |
| 24 | Georgia (bandiera)  | C     | Tornike Tarkhnishvili |
| 27 | Lituania (bandiera) | D     | Robertas Freidgeimas  |
| 28 | Lettonia (bandiera) | C     | Vladimirs Mukins      |
| 30 | Lettonia (bandiera) | P     | Maksims Uvarenko      |
| 32 | Lettonia (bandiera) | D     | Oļegs Timofejevs      |
| 33 | Lettonia (bandiera) | A     | Kaspars Svārups       |
| 77 | Lettonia (bandiera) | C     | Vitālijs Rečickis     |